# Khagan dei khaganati turchi
Khagan o Qaghan era un titolo usato dai popoli turchi del Medioevo. Il Khaganato turco (noto anche come Impero o Regno dei Göktürk) fu un vasto impero in Asia centrale e in Mongolia tra il 552 e il 745. Era una confederazione di tribù turche. La loro storia è turbolenta. Nel VI secolo, sfidarono il potere della Cina. Alla fine del secolo in seguito a una guerra civile, il khaganato fu diviso in ramo orientale e occidentale. Nella seconda metà del VII secolo, entrambi i rami furono sconfitti dalla Cina dei Tang. Tuttavia, nel 682 essi riacquistarono la loro indipendenza.

## Qaghan del Khaganato turco
| Titolo                                                                | Nome personale e altro titolo.                                                                                   | Qatun | Trono   | Nota                     |
| --------------------------------------------------------------------- | --- | --- | ------- | ------------------------ |
| Bumin Qaghan / Illig Qaghan (Yii) 伊利可汗                            | "Tumen" "土門" / "土门"                                                                                          | Principessa Changle 長樂公主 / 长乐公主 Dai Wei occidentali | 552     |                          |
| Issik Qaghan 乙息記可汗 / 乙息记可汗                                  | Keluo / K'o-lo 科羅 / 科罗                                                                                       | | 552–553 | Figlio di Bumin Qaghan   |
| Muqan Qaghan 木桿可汗 / 木杆可汗                                      | Yandou / Yen-to 燕都, "俟斤"                                                                                     | | 553–572 | Figlio di Bumin Qaghan   |
| Taspar Qaghan (Tuobo) 佗缽可汗 / 佗钵可汗                             | | | 572–581 | Figlio di Bumin Qaghan   |
| Titolo sconosciuto                                                    | Anluo / An-lo 庵邏 / 庵逻                                                                                        | | 581     | Figlio di Tapir Qaghan   |
| Ishbara Qaghan (Shabolue) 沙缽略可汗 / 沙钵略可汗                     | Shetu / She-t'u 攝圖 / 摄图 Il Kul Shad Bagha Ishbara Qaghan 伊利俱盧設莫何始波羅可汗 / 伊利俱卢设莫何始波罗可汗 | Principessa Qianjin degli Zhou settentrionali 千金公主 Dopo la caduta degli Zhou settentrionali, le fu dato il cognome Yang e divenne la principessa Dayi dei Sui 大義公主 / 大义公主 | 581–587 | Figlio di Issik Qaghan   |
| Bagha Qaghan / Yabgu Qaghan Mohe Kehan 莫何可汗 / Yehe Kehan 葉護可汗 | Chuluohou / Ch'u-lo-hou 處羅侯 / 处罗侯                                                                          | | 587–588 | Figlio di Issik Qaghan   |
| Tulan Qaghan Dulan Kehan 都藍可汗                                     | Yongyulü / Yung-yü-lü 雍虞閭 / 雍虞闾                                                                            | | 588–599 | Figlio di Ishbara Qaghan |

## Qaghan del lato occidentale del Khaganato turco
| Titolo                            | NOme personale e altro titolo                   | Qatun | Trono   | Nota                            |
| --------------------------------- | ----------------------------------------------- | ----- | ------- | ------------------------------- |
| Yabghu Qaghan 葉護可汗 / 叶护可汗 | Istemi Shidianmi / Shih-tien-mi 室點密 / 室点密 |       | 552–575 | Fratello minore di Bumin Qaghan |
| Tardu (Datou) 達頭可汗 / 达头可汗 | Dianjue / Tien-chüeh 玷厥                       |       | 575–602 | Figlio di Istemi                |

## Qaghan della stirpe Apa
| Titolo                      | Nome personale e altro titolo          | Qatun | Trono   | Nota                                            |
| --------------------------- | -------------------------------------- | ----- | ------- | ----------------------------------------------- |
| Apa Qaghan (Abo) 阿波可汗   | Daluobian / Ta-lo-pien 大邏便 / 大逻便 |       | 581–587 | Figlio di Muqan Qaghan                          |
| Niri Qaghan (Nili) 泥利可汗 |                                        |       | 587–601 | Figlio di Yangsu Tigin Nipote di Tardush Qaghan |

## Qaghan del Khaganato turco orientale
| Titolo                                   | Nome personale e altro titolo                              | Qatun | Trono   | Nota                     |
| ---------------------------------------- | ---------------------------------------------------------- | --- | ------- | ------------------------ |
| Yami Qaghan (Qimin) 啟民可汗 / 启民可汗  | Rangan / Jan-kan 染干 Tölis Qaghan 突利可汗 / 突利可汗     | Principessa Anyi 安義公主 / 安义公主 (597–599) Dai Sui Principessa Yicheng 義成公主 / 义成公主 (599–) Dai Sui | 599–609 | Figlio di Ishbara Qaghan |
| Shibi Qaghan 始畢可汗 / 始毕可汗         | Duojishi / To-chi-shih 咄吉世                              | Principessa Yicheng 義成公主 / 义成公主                                                                       | 609–619 | Figlio di Yami Qaghan    |
| Chuluo Khan 處羅可汗 / 处罗可汗          | "Ilteber Shad" "俟利弗設" / "俟利弗设"                     | Principessa Yicheng 義成公主 / 义成公主                                                                       | 619–620 | Figlio di Yami Qaghan    |
| Illig Qaghan (Xieli) 頡利可汗 / 颉利可汗 | Duobi / To-pi 咄苾 "Baghatur Shad" "莫賀咄設" / "莫贺咄设" | Principessa Yicheng 義成公主 / 义成公主                                                                       | 620–630 | Figlio di Yami Qaghan    |

## Qaghan sotto il sistema Jimi della Cina dei Tang
| Titolo                         | Nome personale e altro titolo          | Qatun | Trono   | Nota                    |
| ------------------------------ | -------------------------------------- | ----- | ------- | ----------------------- |
| Qilibi Khan 俟力苾可汗         | Simo / Ssu-mo 思摩                     |       | 639–644 | Figlio di Tughruq Shad  |
| Chebi Khan 車鼻可汗 / 车鼻可汗 | Hubo / Hu-po 斛勃                      |       | 646–649 |                         |
|                                | Nizük Beg Nishoufu / Ni-shou-fu 泥熟匐 |       | 679–680 |                         |
|                                | Funian / Fu-nien 伏念                  |       | 680–681 | Parente di Illig Qaghan |

## Qaghan del Khaganato turco occidentale
| Titolo                                                                           | Nome personale e altro titolo                          | Qatun                                          | Trono   | Nota                                                  |
| -------------------------------------------------------------------------------- | ------------------------------------------------------ | ---------------------------------------------- | ------- | ----------------------------------------------------- |
| Heshana Khagan 曷娑那可汗, 曷薩那可汗                                            | Daman 達曼 / 达曼 Nijue Chuluo Kehan 泥厥處羅可汗      | Principessa Xinyi 信義公主 / 信义公主 From Sui | 604–611 | Figlio di Niri Qaghan                                 |
| Sheguy (Shegui) 射匱可汗 / 射匮可汗                                              |                                                        |                                                | 610–617 | Figlio di Tughluq Yabghu Grandson of Tardush Qaghan   |
| Tong Yabghu Qaghan (Tongyehu) 統葉護可汗 / 统叶护可汗                            |                                                        |                                                | 617–630 | Son of Tughluq Yabghu Grandson of Tardush Qaghan      |
| Baghatur Qaghan 莫賀咄可汗 / 莫贺咄可汗                                          |                                                        |                                                | 630     | Figlio di Tughluq Yabghu Nipote di Tardush Qaghan     |
| Si Yabghu Qaghan 肆葉護可汗 / 肆叶护可汗                                         | Turuk Tigin 咥力特勒                                   |                                                | 630–632 | Figlio di Tuluq Yabghu Qaghan                         |
| Tughluq Qaghan 咄陸可汗 / 咄陆可汗                                               | Nizük 泥孰 吞阿婁拔奚利咄陸可汗 / 吞阿娄拔奚利咄陆可汗 |                                                | 632–634 | Figlio di Baghatur Qaghan                             |
| Ishbara Tolis 沙缽羅咥利失可汗 / 沙钵罗咥利失可汗                                | Tonga / Tongra 同俄                                    |                                                | 634–639 | Figlio di Baghatur Qaghan                             |
| Illig Beg Tughluq Qaghan 乙毗咄陸可汗 / 乙毗咄陆可汗                             | Yukuk Shad 欲谷設 / 欲谷设                             |                                                | 638–642 | Nipote di Tughluq Yabghu                              |
| Illig Qutlugh Illig Beg Qaghan rivale? 乙屈利失乙毘可汗 / 乙屈利失乙毗可汗       |                                                        |                                                | 639–640 | Figlio di Ishbara Tolis Qaghan                        |
| Illig Beg Ishbara Yabghu Qaghan (rivale) 乙毗沙缽羅葉護可汗 / 乙毗沙钵罗叶护可汗 | Tigin 薄布特勒                                         |                                                | 639–641 | Figlio di Shad                                        |
| Illig Beg Shekuei Qaghan 乙毗射匱可汗 / 乙毗射匮可汗                             |                                                        |                                                | 642–653 | Figlio di Illig Kul Bilge Qaghan Nipote di Apa Qaghan |
| Ishbara Qaghan 沙缽羅可汗 / 沙钵罗可汗                                           | Helu 賀魯 / 贺鲁                                       |                                                | 650–658 | Figlio di Böri Shad Nipote di Tughluq Yabghu          |

## Qaghan Xingxiwang
| Titolo                   | Nome personale e altro titolo        | Qatun | Trono   | Nota                      |
| ------------------------ | ------------------------------------ | ----- | ------- | ------------------------- |
| Ashina Mishe             | 阿史那弥射 莫贺咄叶护 奚利邲咄陆可汗 |       | 657–662 |                           |
| Ashina Duzhī Onoq Qaghan | 阿史那都支 十姓可汗                  |       | 671–679 |                           |
| Ashina Yuanqing          | 阿史那元庆                           |       | 685–692 | Figlio d Ashina Mishe     |
| Ashina Tuizi             | 阿史那俀子                           |       | 693–694 | Figlio di Ashina Yuanqing |
| Anshina Xian             | 阿史那献                             |       | 708–717 | Figlio di Ashina Yuanqing |
| Ashia Zhèn               | 阿史那震                             |       | 735–736 | Figlio di Ashina Xian     |

## Qaghan Jiwangjue
| Titolo                                | Nome personale e altro titolo | Qatun | Trono   | Nota                     |
| ------------------------------------- | ----------------------------- | ----- | ------- | ------------------------ |
| Ashina Buzhen                         | 阿史那步真                    |       | 657–667 |                          |
| Ashina Huseluo Jiezhong Shizhu Qaghan | 阿史那斛瑟罗 竭忠事主可汗     |       | 685–703 | Figlio di Ashina Buzhen  |
| Ashina Huaidao                        | 阿史那怀道                    |       | 704–708 | Figlio di Ashina Huseluo |
| Ashina Xin                            | 阿史那昕                      |       | 740–742 | Figlio di Ashina Huaidao |

## Qaghan del Secondo Khaganato turco orientale
| Titolo                                      | Nome personale e altro titolo | Qatun  | Trono   | Nota                               |
| ------------------------------------------- | ----------------------------- | ------ | ------- | ---------------------------------- |
| Ilterish Qaghan 頡跌利可汗 / 颉跌利可汗     | Qutlugh 那骨咄祿 / 骨咄禄     |        | 682–694 | Parente di Illig Qaghan            |
| Qapaghan Qaghan 遷善可汗 / 迁善可汗         | 默啜                          |        | 694–716 | Fratello minore di Ilterish Qaghan |
| Inel Qaghan 拓西可汗                        | 匐俱                          |        | 716     | Figlio di Qapaghan Qaghan          |
| Bilge Qaghan 毗伽可汗                       | Bögü 默棘連 / 默棘连          | Po Beg | 716–734 | Figlio di Ilterish Qaghan          |
| Yiran Qaghan 伊然可汗                       | -                             |        | 734     | Figlio di Bilge Khagan             |
| Tengri Qaghan 登利可汗                      | -                             |        | 734–741 | Figlio di Bilge Khagan             |
| Kutluk Yabgu Qhagan                         | 骨咄                          |        | 741–742 | Figlio di Ilterish Qaghan          |
| Ilterish Qaghan 頡跌伊施可汗 / 颉跌伊施可汗 |                               |        | 742–744 | Il capo della tribù basmyl         |
| Ozmysh Qaghan 烏蘇米施可汗 / 乌苏米施可汗   |                               |        | 742–744 | Figlio di Pan Kul Tigin            |
| 白眉可汗                                    | 鶻隴匐 / 鹘陇匐               |        | 744–745 | Figlio di Pan Kul Tigin            |

- Ashina Gulongfu 744–745
- Eletmish Kagan 747–759[4]
- Bügü Kagan 759–779[4]